# المرأة في إيران
على مر تاريخ إيران، احتلت المرأة الأيرانية مكانة عالية جنبًا إلى جنب الرجل. على سبيل المثال كانت تستخدم المجوهرات، وتصبغ شعرها، لها نفس طراز ملابسه الملونة والمزركشة التي تختلف حسب الطبقة الاجتماعية وليس النوع سواء كان ذكر أو أنثى.

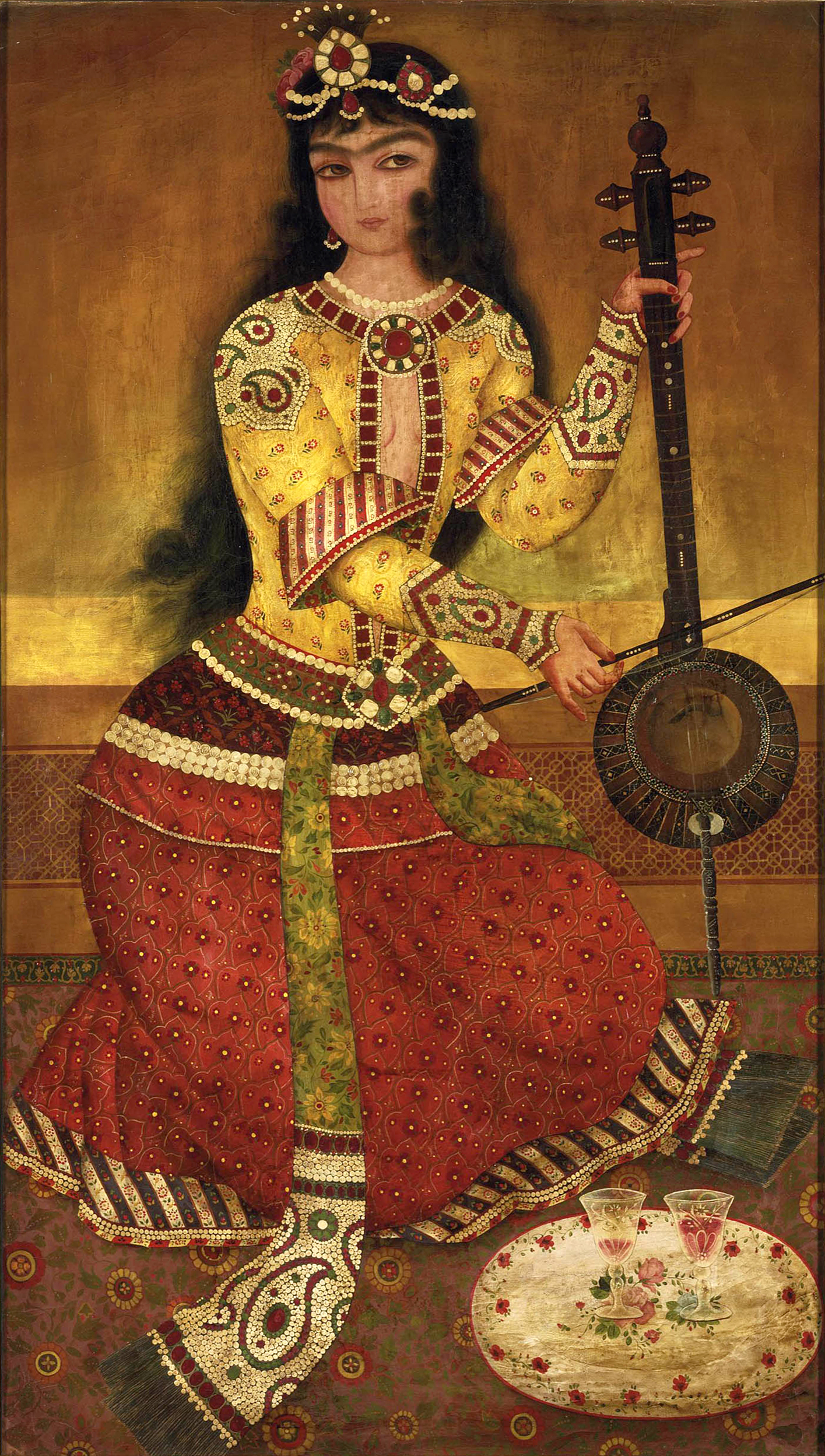
تصوير امرأة في لوحة من القرن التاسع عشر.

## المرأة الإيرانية على مر التاريخ

### عصر ما قبل الإسلام
لقد كانت المرأة الإيرانية ذات دور فعال على مدى العصور التأريخية، وكانت تتصدر مواقع مهمة في الحياة الاجتماعية والاقتصادية والسياسية ففي أوائل الألفية الثالثة قبل الميلاد وتحديدا في هضبة إيران كان يحق للمرأة أن تكون قائدًا للمقاتلين ضمن عشيرتها كما هو الحال في قبائل جوتي في وادي جبال كردستان، كما كانت تعد حتى العصر الملكي العنصر الأفضل والبنّاء في الحضارة والثقافة الاجتماعية البشرية فكان تفكير ووعي المرأة ومسؤليتها في الحفاظ على الأطفال ورعايتهم يجبرها على بناء المساكن والملاجئ في أوقات الأمطار الغزيرة والشمس الحارقة، كما كان على عاتقها أيضا جمع الطعام وإعداده وودباغة جلود الحيوانات وغيرها من الأعمال ويحتمل البعض أن امكانية التكلم واختراع الكلمات لانتقال المفاهيم المجردة يعود سببه إلى وجود النساء لأنهن ذوات حاجة أكبر للتكلم مع الأطفال وإنشاء علاقات اجتماعية مع القبائل الأخرى فلذلك تعد لغة الأم في جميع الثقافات واللغات هي لغة الحوار، وبينما كان الرجل في القرون الماضية دائم الانشغال في الطرق البدائية القديمة للصيد ابتكرت المرأة العديد من الفنون المنزلية كفن الغزل والنسج والخياطة وحياكة السلال.
لم تقتصر قدرة المرأة الساكنة هضبة إيران وعيلام في بلاد مابين النهرين على الأرض فقط بل تعدته إلى السماء أيضا فكانت مجسمات الآلهات على أعلى موضع من المعابد وعلى خلاف ماكان يعتقده علماء الأثار المصريون من أن منبع الحياة مذكر يعتقد الإيرانيون أن منبع الحياة مؤنث فمن خلال تحليل الأثار والنقوش الصخرية المكتشفة من العصر الحجري تبين أن دور المرأة كان محوري ومركزي ودور الرجل كان ثانوي وهامشي.

## المرأة الإيرانية في ظل الإسلام

### في ظل حكم عائلة بهلوي
بدأ رضا شاه بهلوي يتخذ خطوات لتحسين وضع المرأة في عام 1933 بعد لقائه بمصطفى كمال في تركيا فقد أمر المؤسسات التعلمية وخاصة جامعة طهران بقبول الطلبة من الفتيات  وفي عام 1934 أمر الشاه بحظر ارتداء الحجاب، ومن ناحية أخرى تم اغلاق المنظمات الخاصة بالمرأة والنشريات النسوية واستبدالها بجمعية النساء التي كانت معتدلة وخيرية  وفي السنوات من 1309 إلى 1913 دوِّن القانون المدني الإيراني وبموجب هذا القانون الذي لا يزال العمل به مستمر تم تحديد مقدار إرث الأنثى وهو نصف مال للذكر كما حرمت الإرث من الأرض، وفي عهد محمد رضا بهلوي تم تصويب مشروع قانون المؤسسات والمحافظات ولأول مرة حصلت النساء على حق التصويت والترشيح في الانتخابات، في عام 1963 وصلت المحاميات الإيرانيات إلى مجلس النواب من خلال الحصول على الأصوات في الانتخابات الوطنية  ، تأسست منظمة المرأة الإيرانية في أواخر العهد البهلوي وصوب قانون حماية الأسرة عام 1354 شمسي، في عام 1328 شمسي كانت نسبة النساء المتعلمات تبلغ 8 في المئة وفي عام 1345 ارتفعت هذه النسبة إلى 18 في المئة وظلت هذه النسبة في تزايد إلى عام 1357 شمسي حيث كانت نسبة الفتيات الجامعيات تصل إلى 38 في المئة من مجموع الطلبة الجامعيين.

### في ظل الجمهورية الإسلامية

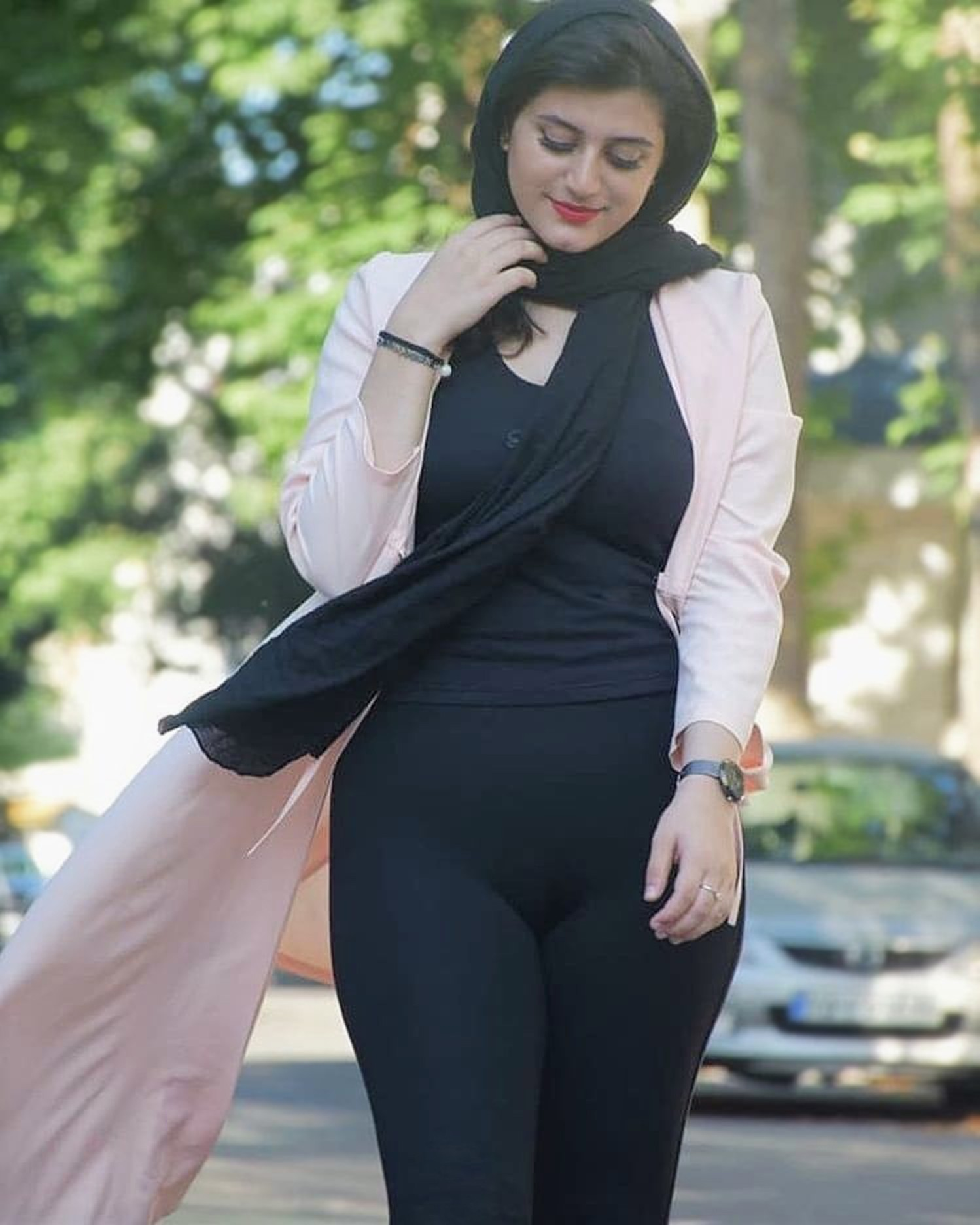
امرأة إيرانية في طهران عام 2018

بعد الثورة الإسلامية الإيرانية أصبحت المرأة الإيرانية تتمع بكثير من الحقوق والإمكانيات فهي تشكل النسبة الأعلى في التعليم سواء على صعيد التدريس أو الدراسة حيث تبلغ نسبة طالبات الجامعات أكثر من 60 بالمئة من طلبة الجامعات وتتسلم أيضا مناصب مختلفة في المراكز الصحية كثيرًا فهي ذات حضور فعال في جميع مؤسسات الدولة، وتتساوى حقوق المرأة والرجل أمام القانون دستوريا وفقا للتعاليم الإسلامية وتبعا لمذهب الإمامية الإثنى عشرية 

## المشاركة في الحياة السياسية

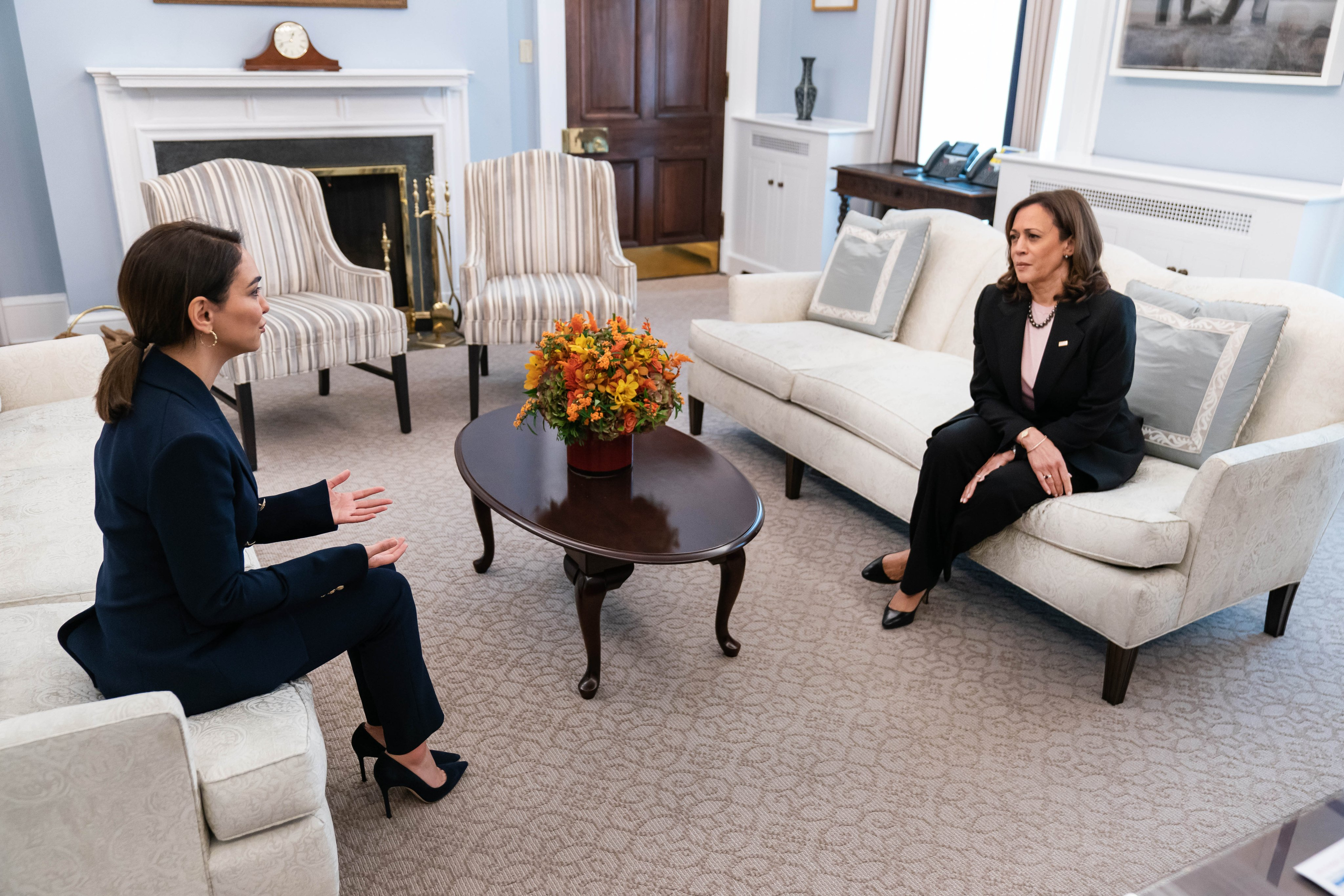
نازانين بنيادي

تساهم المرأة الإيرانية في الحياة السياسية بدور حيوي وفعال فهي تشغل مناصب عالية وحساسة في الدولة كمنصب نائب رئيس الجمهورية في الشؤون القانونية، ونائب أمور المرأة والأسرة، ونائب رئيس الجمهورية ورئيس مؤسسة الحفاظ على البيئة، ووزير للصحة ومنصب نائب رئيس الجمهورية لشؤون العلوم والتكنولوجيا ومنصب محافظ مدينة.

### بعض السياسيات البارزات
طاهرة دباغ
مرضية حديدجي المعروفة بـ طاهرة دباغ كانت إحدى السجينات السياسيات والناشطات المناضلات عسكريا ضد نظام الشاه قبل انتصار الثورة الإسلامية.
إلهام أمين زاده
معصومة ابتكار
شهيندخت مولاوردي
فاطمة آليا

## زي المرأة الإيرانية
اختلف زي المرأة الإيرانية باختلاف الأزمان والحكومات ففي عهد رضا بهلوي كانت هناك قيود مفروضة على لباسها فكانت تمنع من ارتداء الحجاب أو غطاء الرأس وبعد الثورة الإسلامية أصبحت المرأة ترتدي الحجاب الإسلامي كالعباءة والجلباب وأنواع الجبة في موضات مختلفة ومتنوعة.
إيران هي دولة تحترم القواعد الإسلامية بخصوص اللباس بما في ذلك الحجاب فهو يعتبر رمز لإيران ولكن هذه القواعد لاتراعى بدقة وبالصورة المطلوبة وخاصة من ناحية السياح الأجانب، هذه القواعد بسيطة بحد ذاتها فهي تحظر ارتداء الملابس الضيقة للرجال والسراويل القصيرة، أما بالنسبة للنساء، فيجب تغطية الرأس والشعر وارتداء شيء فضفاض لتغطية الجسم.

## معرض صور

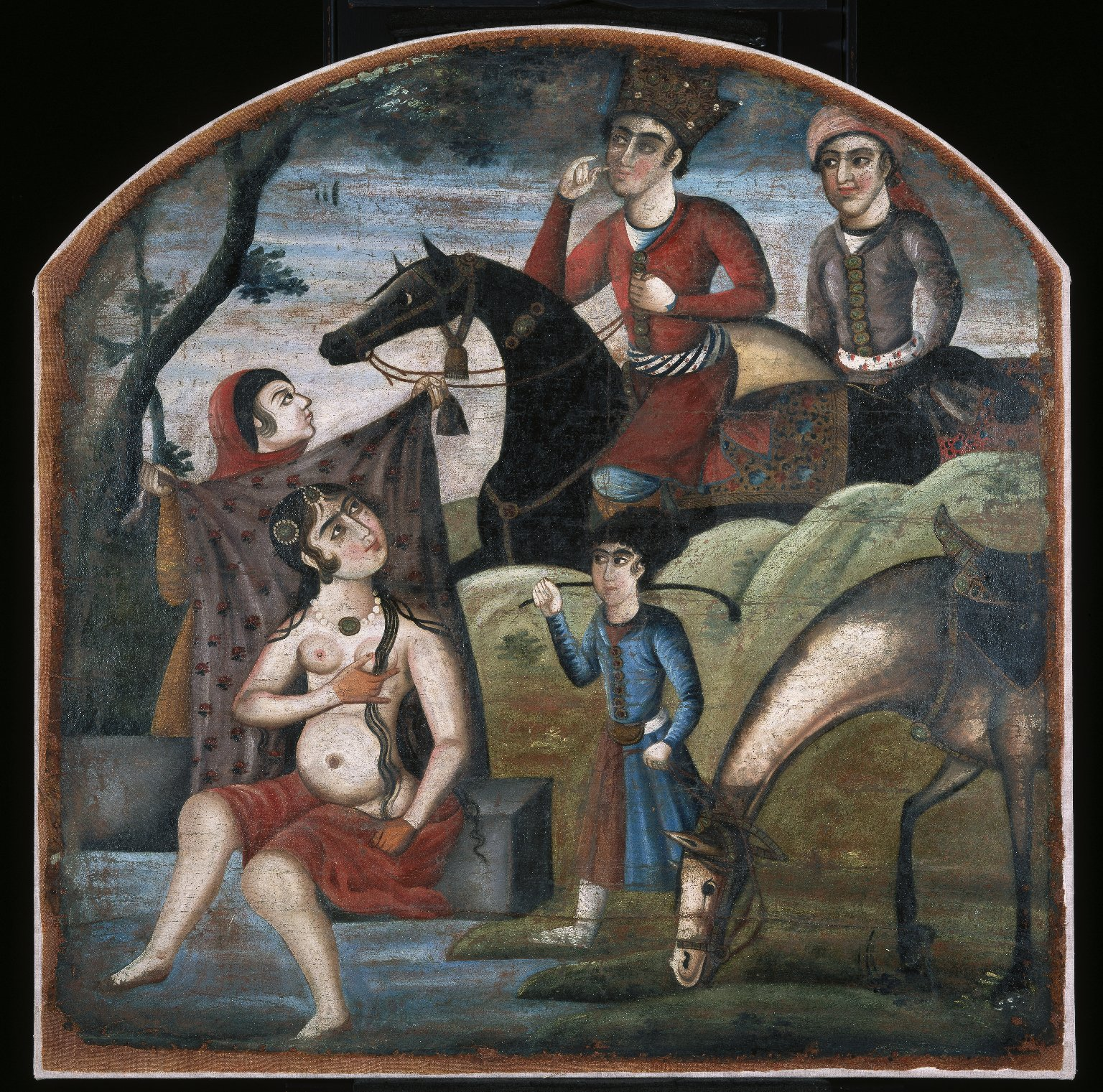
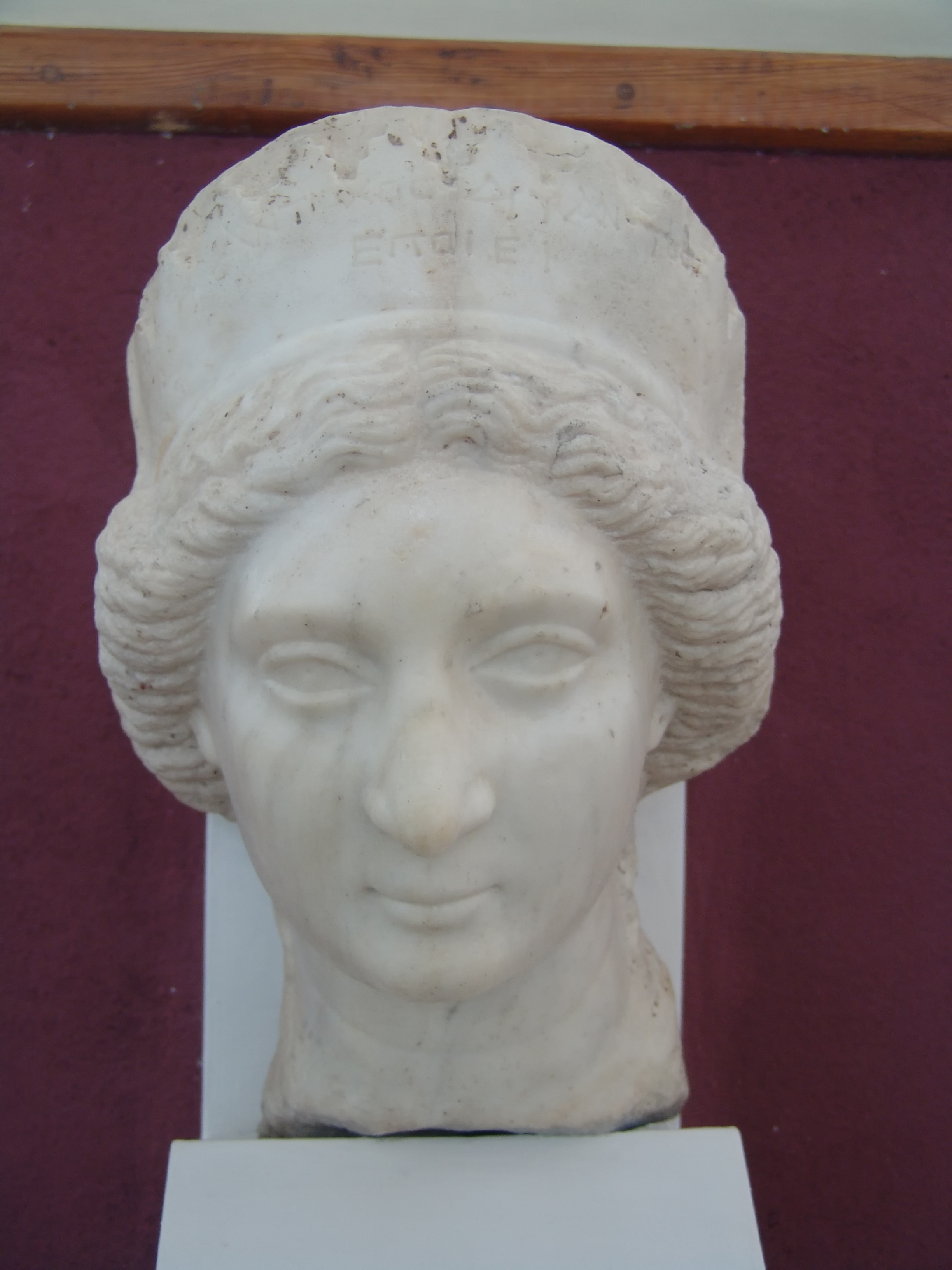
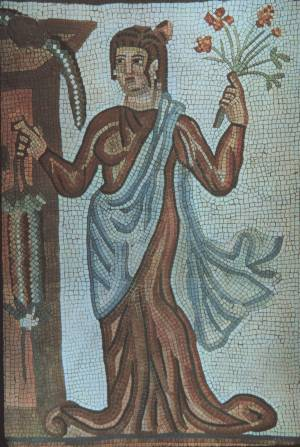
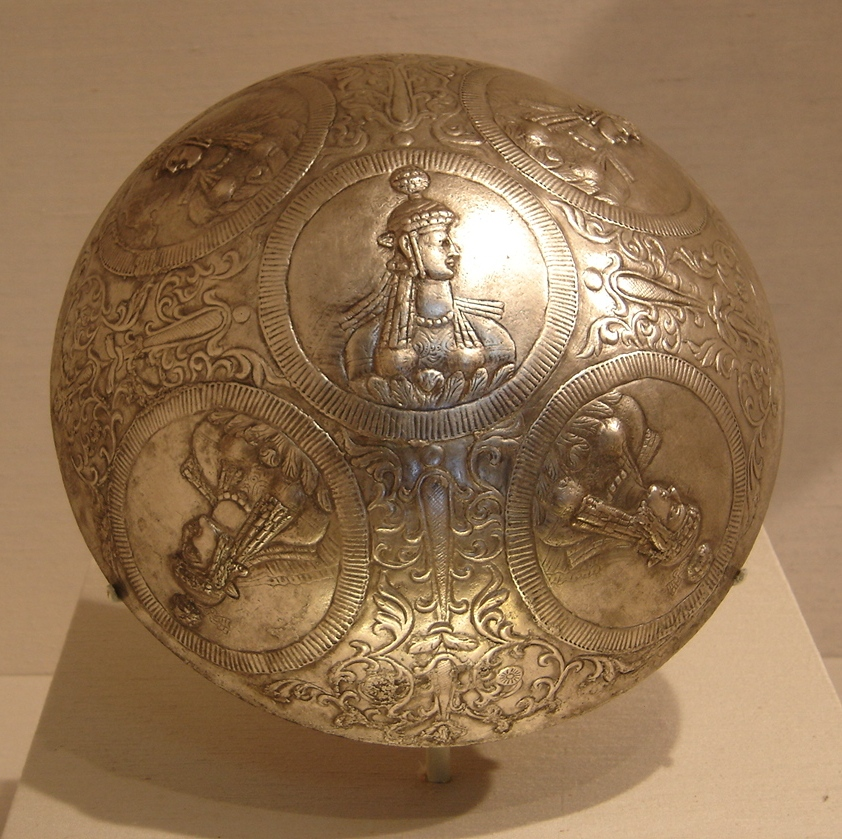

## طالع أيضًا
- المرأة العربية
- المرأة السعودية
- المرأة المصرية
- المرأة الفلسطينية
- المرأة الأردنية
- المرأة السورية
- المرأة اللبنانية
- المرأة القطرية
- المرأة في أذربيجان